# Прескотт (Онтарио)

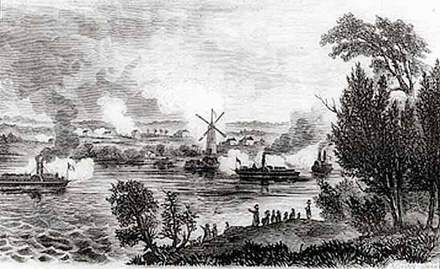
Уиндмильское сражение 1838 г.

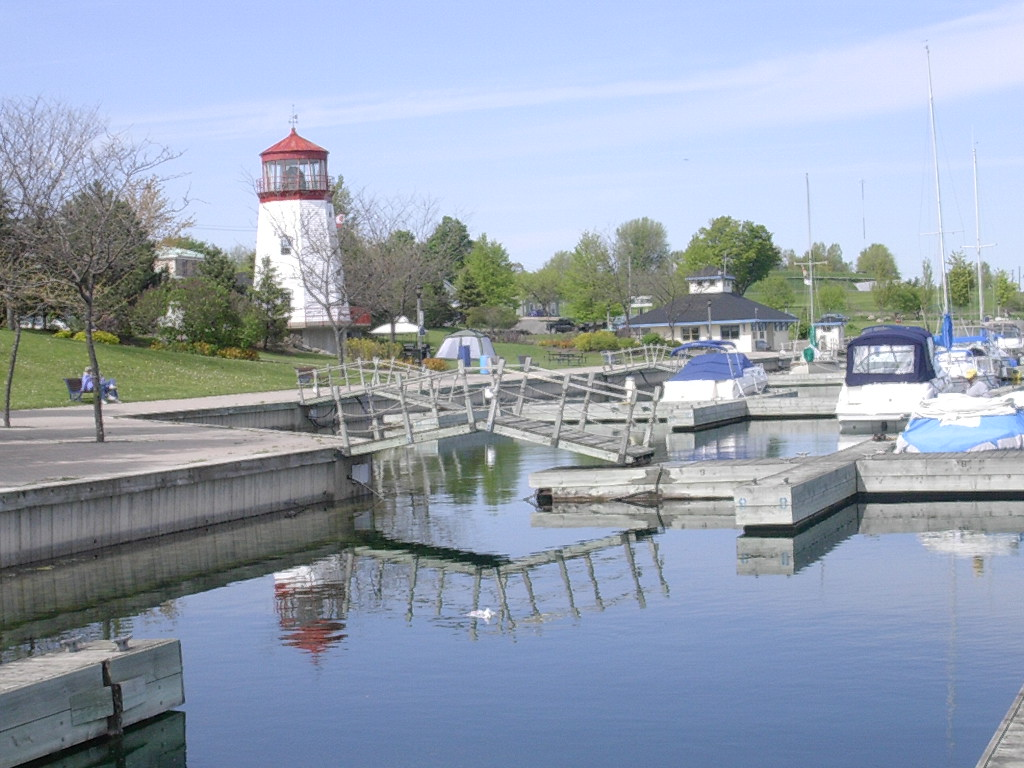
Пристань в Прескотте.

Прескотт, англ. Prescott — город на северном берегу реки Святого Лаврентия в округе Лидс и Гренвилл, провинция Онтарио, Канада. В 5 км к востоку от Прескотта международный мост Огденсберг-Прескотт соединяет Канаду с США.
Город основал в начале XIX века лоялист Эдвард Джессап. В 2011 г. в городе проживало 4284 человека.

## История
В Прескотте находится популярный туристский аттракцион форт Веллингтон — бывший британский форт, сооружённый для защиты от американцев во время англо-американской войны 1812 года, где ежедневно проводятся костюмированные инсценировки для туристов. Вблизи от современного местонахождения города в августе 1760 года состоялось Сражение при Тысяче островов.
Во время англо-американской войны 1812 года британские войска перешли по льду через реку Св. Лаврентия и сожгли Огденсберг в отместку за нападения американцев выше по реке. Американские жители Огденсберга, которые получали доход от снабжения британской армии продовольствием и другими товарами, после этого нападения изгнали из города собственное военное подразделение американцев, с тем, чтобы иметь возможность продолжать вести торговлю с Прескоттом.
12—16 ноября 1838 года в двух милях от Прескотта шла Битва за ветряную мельницу — столкновение революционного повстанческого отряда Миколая Шульца с лоялистской милицией и британским 83-м полком.

## Транспорт
Изначально Прескотт служил важным транспортным перевалочным узлом для грузов, идущих водными путями из региона Великих озёр на восток в сторону Монреаля, Квебека и Атлантического океана. Сооружение морского пути Святого Лаврентия привело к упадку этой водно-транспортной магистрали.
В Прескотте находится небольшая пристань имени Сандры Лон (Sandra S. Lawn Harbour), привлекающая путешественников на лодках от Монреаля до Тысячи островов. Летом в Прескотте в публичном амфитеатре на пристани проходит Шекспировский фестиваль на р. Святого Лаврентия (en:St. Lawrence Shakespeare Festival).
Прескотт находится на основной магистральной ветке Канадской национальной железной дороги (en:Canadian National Railway), соединяющей Торонто с Монреалем, а также у соединения автомагистралей 401 (восток-запад) и 416 (север-юг, Оттава-Прескотт).

## Скандалы
В 1991 году Прескотт оказался в центре скандала: местный житель Билли Эллиотт, его родители и ряд других жителей оказались под судом по обвинению в хронических издевательствах над детьми.

##### Местные СМИ
- Downtown Prescott Business’s Архивная копия от 25 октября 2009 на Wayback Machine
- The Prescott Journal Архивная копия от 16 июля 2012 на Wayback Machine
- BrockNews.ca Архивная копия от 20 июня 2012 на Wayback Machine